# Loi du 28 pluviôse an VIII
La loi du 28 pluviôse an VIII (qui est la date officielle selon le calendrier républicain alors en vigueur, soit le 17 février 1800 selon le calendrier grégorien) est une loi française promulguée le 8 ventôse an VIII (27 février 1800). Elle est une des premières grandes lois du Consulat sous Napoléon Bonaparte qui souhaitait réformer et professionnaliser l'administration révolutionnaire. Son nom officiel est alors « LOI concernant la division du territoire de la République et l'administration ». La loi comprend deux titres, groupant 24 articles (le premier titre se réduisant à l'article 1er) et une annexe (dénommée : « TABLEAU DES DÉPARTEMENTS ET DES ARRONDISSEMENTS COMMUNAUX DE LA RÉPUBLIQUE FRANÇAISE »).
Cette loi fut élaborée en grande partie par Jean-Antoine Chaptal, alors chargé de façon intérimaire du ministère de l'Intérieur et qui sera bientôt officiellement nommé à sa tête.
L’article 4 a été abrogé par le 11° du IV de l'article 7 de l'ordonnance n° 2006-460 du 21 avril 2006 relative à la partie législative du Code général de la propriété des personnes publiques.

## Division administrative
La nouvelle loi prévoit quatre niveaux de divisions territoriales : 
- Le département ;
- L'arrondissement, anciennement appelé district ;
- Le canton ;
- La municipalité, appelée aujourd'hui la commune.

Les départements, cantons et communes ne sont pas des nouveautés ; en revanche les districts sont remplacés par des arrondissements moins nombreux, donc plus vastes. L'annexe à la loi fixe la liste des départements et des arrondissements. Cette liste changera peu jusqu'en 1926.

## Organes administratifs et attributions

### Administration départementale
Chaque département est administré par trois organes : 
- Le Préfet ;
- Le Conseil Général de Département ;
- Le Conseil de préfecture.

Le Préfet doit jouer un rôle important, dans la mesure où l'article 3 dispose que « Le préfet sera chargé seul de l'administration ». 
Le Conseil Général, composé de seize à vingt-quatre membres selon les départements, désigne un président et un secrétaire. 
Le Conseil Général a surtout des attributions budgétaires et fiscales : il répartit les contributions directes et statue sur les demandes de réduction de ces contributions ; il prépare le budget et approuve les comptes. 
Il peut aussi donner son opinion sur les besoins du département et en faire part au ministère de l'Intérieur.
Le Conseil de préfecture est une juridiction chargée de juger le contentieux administratif départemental sur les travaux publics, les contributions directes et les domaines nationaux (ex-art. 4). L'abrogation récente de cet article ne semble pas avoir supprimé la compétence de la Juridiction Administrative dans ces domaines, le Conseil d'État se reconnaissant encore compétent en vertu de principes jurisprudentiels, non plus de la disposition législative abrogée, comme l’explique le Commissaire du Gouvernement (fonction devenue depuis Rapporteur Public) Emmanuel Glaser dans ses conclusions dans l'affaire ayant donné lieu à l'arrêt du Conseil d'État du 7 août 2008, Société Anonyme de Gestion des Eaux de PARİS.

### Administration d'arrondissement
Dans chaque arrondissement, il existe : 
- Un sous-préfet, sauf dans l'administration chef-lieu, où le Secrétaire Général en remplit les fonctions ;
- Un Conseil d'Arrondissement de onze membres.

Le rôle du Conseil d'Arrondissement est sensiblement le même dans l'étendue de l'arrondissement que celui du Conseil Général au sein du département. Toutefois, les opinions du conseil sont transmises au préfet. 

### Administration communale
Chaque commune dispose d'un Maire et d'un Adjoint. À partir de 5 000 habitants, la commune a en outre un Commissaire de Police. Au-delà de 10 000 habitants, le nombre d'Adjoints et de Commissaires augmente graduellement et il y a un Commissaire Général directement soumis au Préfet.
La loi prévoit en outre un Conseil municipal de dix à trente membres suivant la population de la commune. Le conseil règle le budget, les règles concernant les pâtures et les récoltes, la répartition des travaux d'entretien de la commune, les propositions d'emprunts et les actions en Justice.

## Cas particulier de Paris
La loi fixe un régime particulier pour Paris. La capitale est divisée en douze  arrondissements, chacun ayant à sa tête un Maire et deux Adjoints, ainsi qu'un Commissaire de Police.
Paris dans son ensemble n'a pas de Maire ; le pouvoir préfectoral est partagé entre un Préfet de la Seine et un Préfet de Police. Le Conseil Général de la Seine assure les fonctions du Conseil municipal des autres communes.

## Les Conseils de Préfecture
La loi contribue aussi à la mise en place d'une véritable justice administrative, après la création du Conseil d'État par la Constitution de l'an VIII. 
Cette Justice est préfigurée par les Conseils de Préfecture, présidés par le Préfet et comprenant de trois à cinq membres.
Relèvent de leur compétence : 
- Le contentieux des contributions directes ;
- Les litiges touchant aux marchés publics ;
- Les réclamations de particuliers contre des entrepreneurs de travaux publics à l'occasion de ces derniers ;
- Les autorisations de plaider par les communes ;
- Le contentieux des biens nationaux.

Ces différents objets forment une grande partie des cas traditionnels de la Justice Administrative. 
Le Conseil de préfecture prononce à la pluralité des voix, mais le Préfet garde une voix prépondérante en cas de partage.

## L'héritage de la loi
Beaucoup d'éléments de la loi du 28 pluviôse an VIII, même si la rédaction en a changé, subsistent dans l'organisation administrative : 
- Les Préfets et sous-préfets ;
- La division en départements, arrondissements, cantons et communes ;
- Le Préfet de Police à Paris ;
- Les Conseils Généraux.

En revanche, les Conseils de Préfecture ont disparu en 1953 au profit de Tribunaux administratifs interdépartementaux. 